# Владиславлевы
Владиславлевы — нетитулованный русский дворянский род.
В 1615—1617 годах дьяк Лука Владиславлев воевода на Белоозере, а в 1617—1619 годах в Калуге.
В Боярской книге за 1676 и 1692 год записаны дьяки Иван и Иван Климонтович Владиславлевы.
Родоначальник Андрей Афанасьевич Владиславлев вступил на службу в 1788 году. В 1806 году произведён в надворные советники. 19 ноября 1807 года пожалован с потомством в дворянское достоинство, приобретённое службой и чинами.

## Известные представители

### Новгородская ветвь
- Владиславлев, Иоанн Михайлович (1810?—17 декабря 1880) — протоиерей, благочинный, кавалер орденов Святой Анны 2-й степени и Святого Владимира 4-й степени. Похоронен в селе Залучье Старорусского района Новгородской области.
- Владиславлев, Михаил Иванович (9 (21) ноября 1840 — 24 апреля (6 мая) 1890) — российский философ, ректор Санкт-Петербургского университета. Сын И. М. Владиславлева[4].
- Владиславлев, Владимир Михайлович (1868—1943) — российский экономист и публицист, автор статьи «К аграрному вопросу в Лифляндии» (СПб, 1894). Сын М. И. Владиславлева и М. М. Достоевской (племянницы писателя).
- Владиславлев, Владимир Андреевич (1807—1856) — российский писатель. Окончив Санкт-Петербургский университет служил по корпусу жандармов, дослужившись до подполковника. Написал четыре части «Повестей и рассказов» (1835—1838), также опубликовал «Альманах на 1833 г.» (СПб., 1838) и «Памятная книга военных узаконений для штаб и обер-офицеров» (СПб., 1851 и 1853). Известен как издатель альманаха «Утренняя заря» (5 книг, СПб., 1839—1843), в которых печатались известные литераторы[5].

### Тверская ветвь
- Владиславлев, Василий Фёдорович (1821, Никольское Городище Тверского уезда[6] —1895) — сын священника, протоиерей, духовный писатель, магистр Московской духовной академии. Законоучитель тверских учебных заведений, член Тверской учёной архивной комиссии, редактор журнала «Тверские епархиальные ведомости». Сочинения[7]:
  - «Объяснение богослужения святой православной церкви» (СПб., 1865);
  - «Из жизни свят. Филарета, митр. Московского» («Душеполезные чтения», 1868, сентябрь);
  - «Филарет, как истинный друг и товарищ» (Тверь, 1894);
  - «Учение о богослужении православной церкви» (Тверь, 1894);
  - «Из быта крестьян. Рассказы для крестьян и для крестьянских школ» (Москва, 1900);
  - «Катехизическое учение православной церкви Христовой» (Москва, 1904).
- Владиславлев, Сергей Владимирович (род. 1883, дата смерти 1972) — профессор математики, преподаватель Московского института нефтяной и газовой промышленности, депутат Моссовета, правнук Владиславлева В. Ф.
- Владиславлев, Константин Владимирович (1 октября 1881—1960?) — окончив в 1906 году Московскую духовную академию до января 1912 года состоял в должности помощника инспектора академии. Позднее был священником московских храмов. Известен как учитель будущего митрополита Питирима (Нечаева). Похоронен на Ваганьковском кладбище в Москве. Правнук Владиславлева В. Ф.
- Владиславлев, Александр Павлович (1936—2017) — советский и российский государственный и общественный деятель. Внук Владиславлева К. В.
- Владиславлев, Павел Александрович (род. 29 августа 1960, Москва) — окончил МГУ, кандидат экономических наук. В 1990—1992 годах учёный секретарь Научно-исследовательского центра экономической теории и политики Академии народного хозяйства при Совете Министров СССР. В 1991 году создал консалтинговое агентство «Консус». Ныне президент холдинговой компании «Консус» (г. Москва).

## Описание герба
Герб рода Владиславлевых находится в 9 части «Общего гербовника дворянских родов Российской империи», стр. 147.
В верхней половине щита в голубом поле изображён золотой крест и по сторонам два чёрных орлиных крыла, на каждом из которых имеется серебряная шестиугольная звезда. В нижней половине в золотом поле находится журавль стоящий одной лапой на земле, а другой держит камень. Щит увенчан дворянским шлемом и короной со страусиными перьями. Намёт на щите голубой, подложенный золотом.